# Еллада
Еллада (грец. Ελλάδα, родовий відмінок грец. Ελλάδος) — самоназва Греції грецькою мовою. В історичних творах та художній літературі означає стародавню Грецію.

## Історія
Первинно назву Еллада місто в південній Фессалії — Фтіотиді, за переказами, побудоване Геленом, належало до області Ахіллеса. Вся область цього міста, між річками Епінеєм і Асопом, також носила цю назву Еллада і Аргос — місто на півострові Пелопоннесі — разом становили «καθ Ελλάδα και μέσον Άργος», і позначали межі країни, населеної одноплеменними ахейцями з півночі до Пелопоннесу.
Поступово назва Еллада поширилась на всю Грецію. З прийняттям терміна «елліни» загальним для позначення всіх греків, Еллада стала збірним ім'ям для всієї материкової Греції, а потім і всієї Греції, включаючи архіпелаги, острови і області в Малій Азії (в протилежність історичній Великій Греції, розташованій у Південній Італії).
Нині у Греції грец. Ελλάδα — офіційна самоназва Грецької держави, а слова грек або Греція не визнаються самими греками і вживаються тільки у спілкуванні з іноземцями.